# Heidenheimer Fechtertage

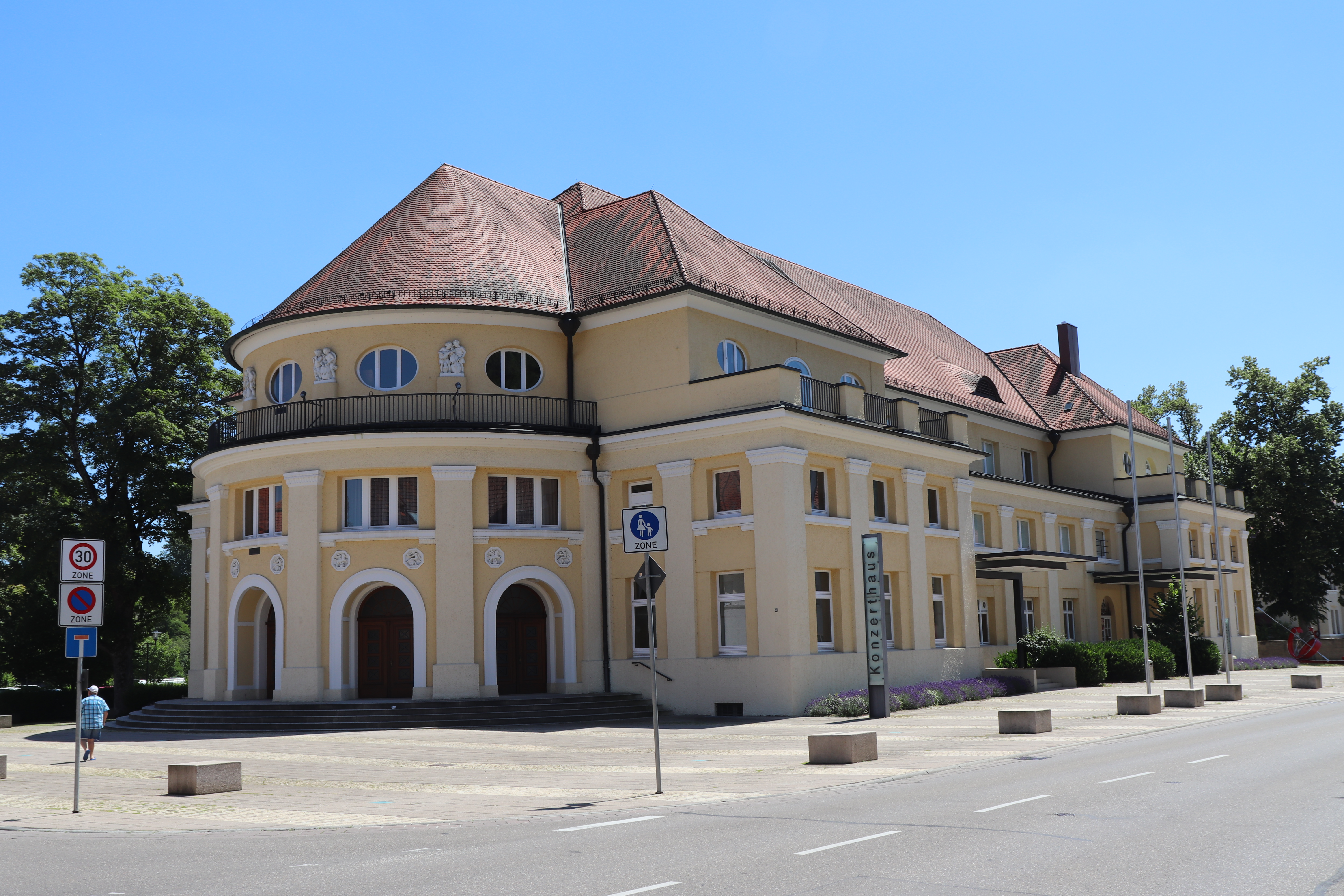
Das Konzerthaus Heidenheim war bis zur Einweihung der Karl-Rau-Halle 1960 Austragungsort des Heidenheimer Pokals im Degenfechten

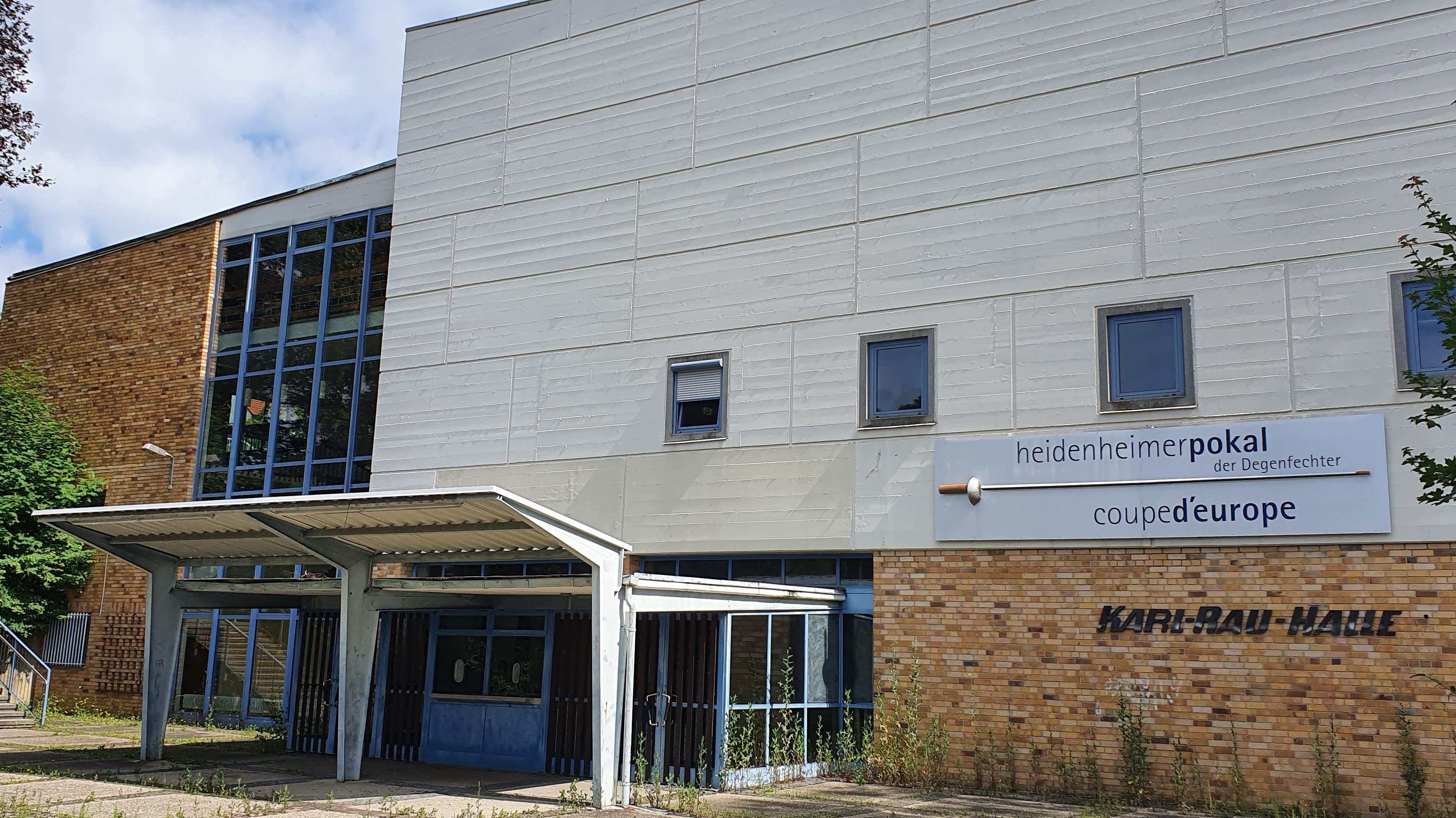
Eingangsbereich der Karl-Rau-Halle im Heckental

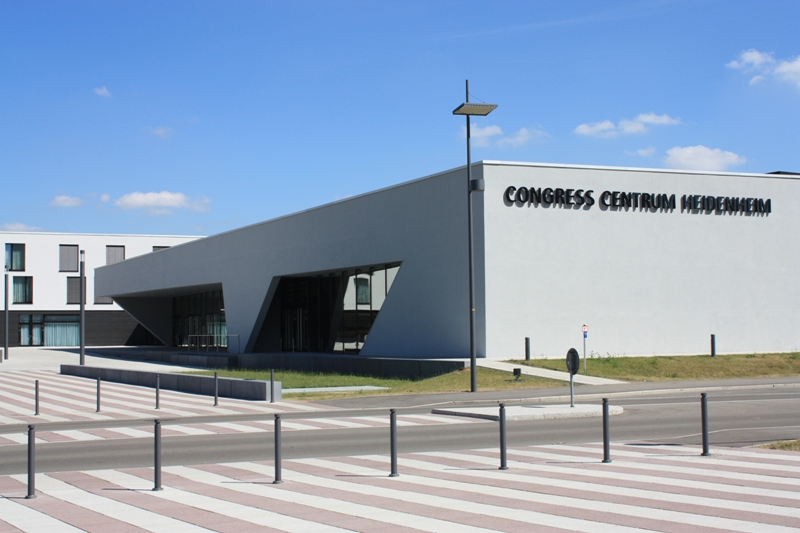
Das Congress Centrum Heidenheim ist seit 2011 Austragungsort der Heidenheimer Fechtertage

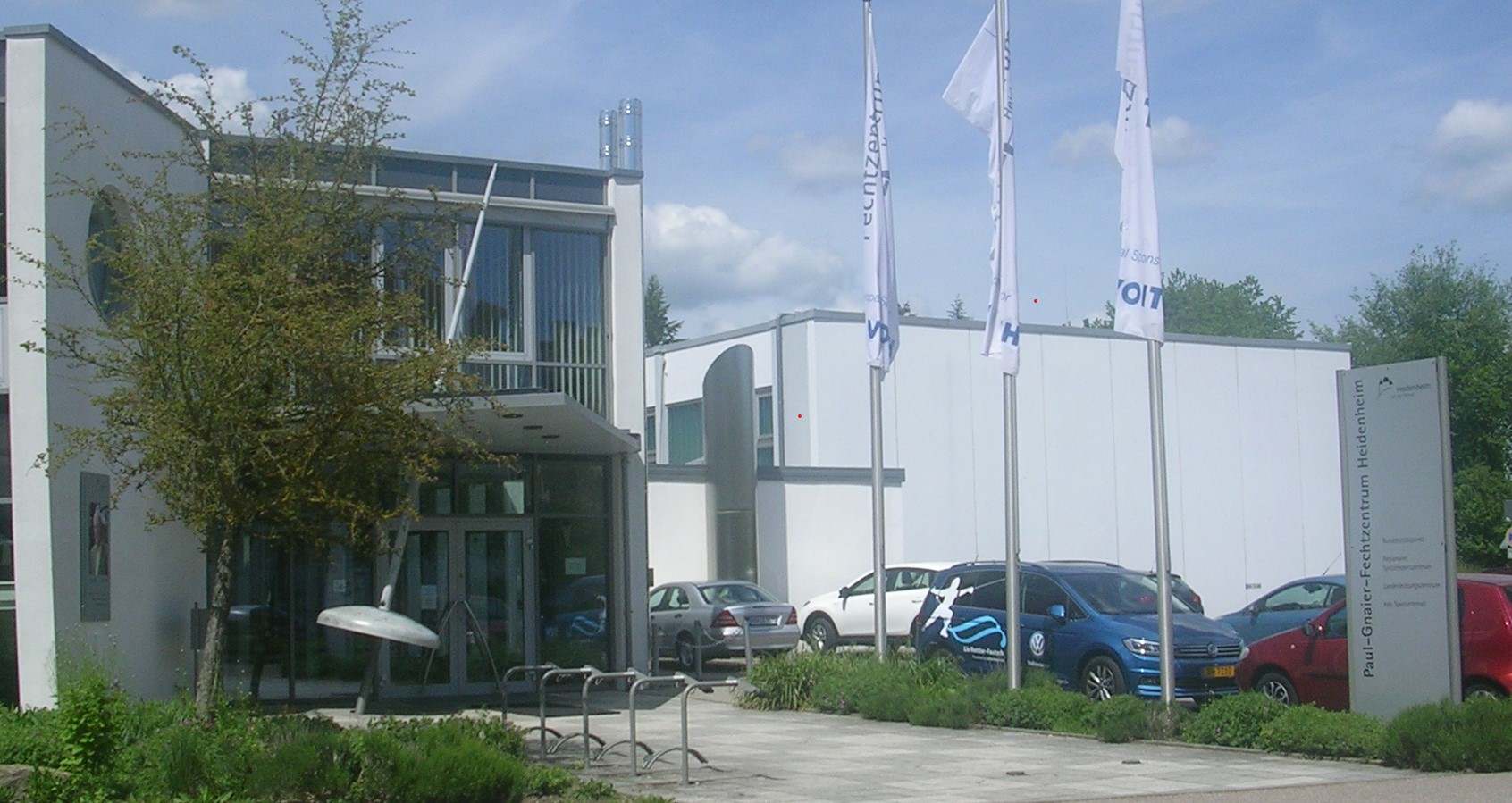
Das Paul-Gnaier-Fechtzentrum auf dem Galgenberg ist ergänzender Austragungsort der Heidenheimer Fechtertage

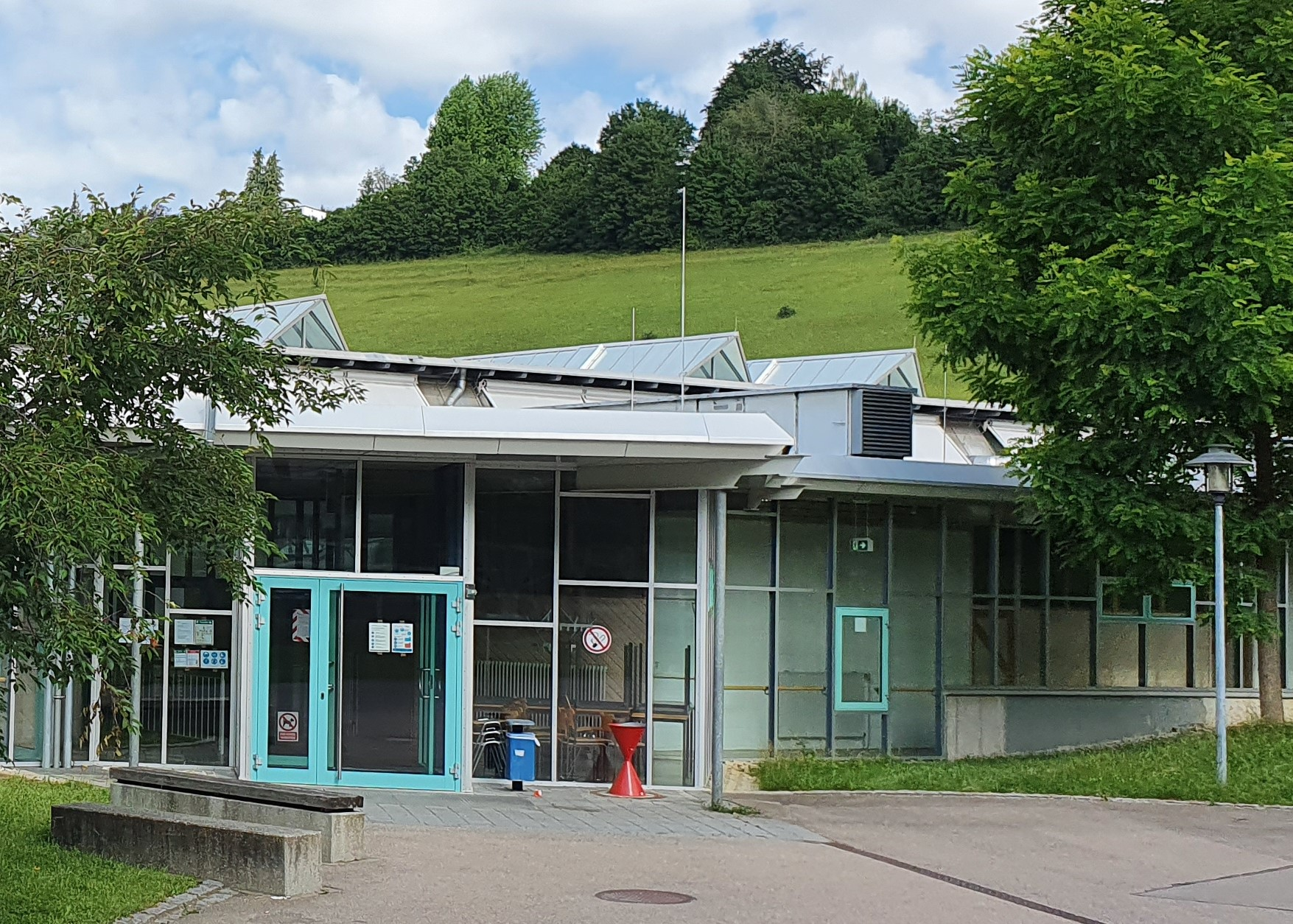
Die Landkreishalle ist seit 1988 Vorausscheidungsort der Heidenheimer Fechtertage

Die Heidenheimer Fechtertage sind eine Serie internationaler Fechtturniere. Sie bestehen aus dem Heidenheimer Pokal, einem Weltcup-Einzelturnier, dem Coupe d’Europe, einem Mannschaftswettbewerb für Vereine, sowie dem Voith-Cup, einem Weltcup für Nationalmannschaften. Alle Wettbewerbe werden in der Disziplin Herrendegen ausgetragen. Der Heidenheimer Pokal wurde erstmals im Jahr 1953 ausgefochten, der Coupe d’Europe kam 1961 hinzu, der Voith-Cup 2004.
2020 wurden die Fechtertage erstmals außerhalb Heidenheims, in der  Bibrishalle in Herbrechtingen, ausgetragen. 2021 konnten die Fechtertage aufgrund der COVID-19-Pandemie erstmals seit 1957 nicht ausgetragen werden.

## Heidenheimer Pokal
Der Heidenheimer Pokal ist eines der weltweit am stärksten besetzten Weltcupturniere im Herrendegen und wurde von 1953 bis 2002 fast immer in der Woche nach Ostern und seit 2003 nach Terminvorgaben des Internationalen Fechtverbandes (F.I.E.) von der Stadt Heidenheim sowie der Fechtabteilung des Heidenheimer SB ausgerichtet. Dem technischen Direktorium gehörten unter anderen Wolf Günther Dieffenbach, Carl Schwende, Göran Flodström, Tamás Gábor und Paul Gnaier an. Als Beobachter der F.I.E fungierte Rudolf Kárpáti und den Obmanneinsatz koordinierte Hans-Joachim Zwiesler. Stifter waren Ludwig Erhard, Kurt Georg Kiesinger, Willy Brandt und Martin Hornung.

### Podestplatzierungen
Der Pokal ist ein Wanderpreis mit fünfjähriger Laufzeit. Die endgültigen Gewinner werden nach ihren Platzierungen in dieser Periode ermittelt und hervorgehoben. Die folgende Liste basiert auf den Aufzeichnungen von Ophardt Touch.
| Jahr  | Sieger                                             | Zweiter                                            | Dritter                                                        |
| ----- | -------------------------------------------------- | -------------------------------------------------- | -------------------------------------------------------------- |
| 1953  | Jean-Jacques Perret (Frankreich)                   | Paul Gnaier (BR Deutschland)                       | Gerard Rousset (Frankreich)                                    |
| 1954  | Leon Wolter (Luxemburg)                            | Georg Neuber (BR Deutschland)                      | Paul Staechelin (Schweiz)                                      |
| 1955  | Felix Schuhmacher (Schweiz)                        | Barriel (Frankreich)                               | Edouard Schmitt (Luxemburg)                                    |
| 1956  | Josef Losert (Österreich)                          | Jean-Jacques Perret (Frankreich)                   | Paul Gnaier (BR Deutschland)                                   |
| 1958  | Jean-Pierre Muller (Frankreich)                    | Rene Stosskopf (Frankreich)                        | Leon Wolter (Luxemburg)                                        |
| 1959  | Dieter Fänger (BR Deutschland)                     | Karl Christe (BR Deutschland)                      | Horst Tein (BR Deutschland)                                    |
| 1960  | Paul Gnaier (BR Deutschland)                       | Fritz Zimmermann (BR Deutschland)                  | Werner Kaster (BR Deutschland)                                 |
| 1961  | Giovanni Battista Breda (Italien)                  | Claude Bourquard (Frankreich)                      | Fritz Rosskopf (BR Deutschland)                                |
| 1962  | Árpád Bárány (Ungarn)                              | Dmitrij Ljulin (Sowjetunion)                       | Alexei Wladimirowitsch Nikantschikow (Sowjetunion)             |
| 1963  | Yves Dreyfus (Frankreich)                          | Franz Rompza (BR Deutschland)                      | Jacques Guittet (Frankreich)                                   |
| 1964  | Franz Rompza (BR Deutschland)                      | Guy Lefranc (Frankreich)                           | Roberto Chiari (Italien)                                       |
| 1965  | Henryk Nielaba (Polen)                             | Yves Dreyfus (Frankreich)                          | István Kausz (Ungarn)                                          |
| 1966  | Győző Kulcsár (Ungarn)                             | Kazimierz Barburski (Polen)                        | István Preda (Ungarn)                                          |
| 1967  | Henryk Nielaba (Polen)                             | Alexei Wladimirowitsch Nikantschikow (Sowjetunion) | Pál Nagy (Ungarn)                                              |
| 1968  | Juri Timofejewitsch Smoljakow (Sowjetunion)        | Roland Losert (Österreich)                         | Christian Stricker (Schweiz)                                   |
| 1969  | Alexei Wladimirowitsch Nikantschikow (Sowjetunion) | Josef Vitebsky (Sowjetunion)                       | Andres Liivak (Estland)                                        |
| 1970  | Alexei Wladimirowitsch Nikantschikow (Sowjetunion) | Pál Schmitt (Ungarn)                               | Herbert Polzhuber (Österreich)                                 |
| 1971  | Rudi Maier (BR Deutschland)                        | Gabor Erdoes (Ungarn)                              | George Masin (USA)                                             |
| 1972  | Reinhold Behr (BR Deutschland)                     | Rudolf Trost (Österreich)                          | Carl von Essen (Schweden)                                      |
| 1973  | Jaan Veanes (Schweden)                             | Göran Flodström (Schweden)                         | Győző Kulcsár (Ungarn)                                         |
| 1974  | Peter Lötscher (Schweiz)                           | Csaba Fenyvesi (Ungarn)                            | Boris Semjonowitsch Lukomski (Sowjetunion)                     |
| 1975  | Rolf Edling (Schweden)                             | Gerd Opgenorth (BR Deutschland)                    | Guy Evéquoz (Schweiz)                                          |
| 1976  | Hans Jacobson (Schweden)                           | Alexander Pusch (BR Deutschland)                   | Jürgen Hehn (BR Deutschland)                                   |
| 1977  | Hans Jacobson (Schweden)                           | Gerd Opgenorth (BR Deutschland)                    | Boris Semjonowitsch Lukomski (Sowjetunion)                     |
| 1978  | Alexander Abuschachmetow (Sowjetunion)             | Guy Evéquoz (Schweiz)                              | Leszek Swornowski (Polen)                                      |
| 1979  | Johan Harmenberg (Schweden)                        | Wladimir Rasolko (Sowjetunion)                     | Alexander Abuschachmetow (Sowjetunion)                         |
| 1980  | Johan Harmenberg (Schweden)                        | Alexander Abuschachmetow (Sowjetunion)             | Alexander Pusch (BR Deutschland)                               |
| 1981  | Volker Fischer (BR Deutschland)                    | Attila Csaszari (Ungarn)                           | Daniel Giger (Schweiz)                                         |
| 1982  | Ernő Kolczonay (Ungarn)                            | Sergej Alenin (Sowjetunion)                        | Istvan Gelley (Ungarn)                                         |
| 1983  | Mychajlo Tyschko (Sowjetunion)                     | Karoly Szijj (Ungarn)                              | Alexander Walentinowitsch Moschajew (Sowjetunion)              |
| 1984  | Alexander Pusch (BR Deutschland)                   | Philippe Riboud (Frankreich)                       | Ludomir Chronowski (Polen)                                     |
| 1985  | Thomas Bieler (DR Deutschland)                     | Robert Felisiak (Polen)                            | Éric Srecki (Frankreich)                                       |
| 1986  | Angelo Mazzoni (Italien)                           | Ernő Kolczonay (Ungarn)                            | Pjotr Jablkowski (Polen)                                       |
| 1987  | Thomas Gerull (BR Deutschland)                     | Alexander Pusch (BR Deutschland)                   | Volker Fischer (BR Deutschland)                                |
| 1988  | Andrei Michailowitsch Schuwalow (Sowjetunion)      | Éric Srecki (Frankreich)                           | Andrea Bermond (Italien)                                       |
| 1989  | Vitali Agejew (Sowjetunion)                        | Pawel Anatoljewitsch Kolobkow (Sowjetunion)        | Thomas Ahlgren (Schweden)                                      |
| 1990  | Arnd Schmitt (BR Deutschland)                      | Andrei Michailowitsch Schuwalow (Sowjetunion)      | Angelo Mazzoni (Italien)                                       |
| 1991  | Olivier Lenglet (Frankreich)                       | Sergei Wladimirowitsch Kostarew (Sowjetunion)      | Éric Srecki (Frankreich)                                       |
| 1992  | Angelo Mazzoni (Italien)                           | Serhij Krawtschuk (Sowjetunion)                    | Pawel Anatoljewitsch Kolobkow (Sowjetunion)                    |
| 1993  | Kaido Kaaberma (Estland)                           | Pawel Anatoljewitsch Kolobkow (Sowjetunion)        | Paolo Milanoli (Italien)                                       |
| 1994  | Mariusz Strzałka (Deutschland)                     | Robert Leroux (Frankreich)                         | Krisztián Kulcsár (Ungarn)                                     |
| 1995  | Olivier Jacquet (Schweiz)                          | Pawel Anatoljewitsch Kolobkow (Russland)           | Angelo Mazzoni (Italien)                                       |
| 1996  | Arnd Schmitt (Deutschland)                         | Andrus Kajak (Estland)                             | Jean-Marc Chouinard (Frankreich)                               |
| 1997  | Éric Srecki (Frankreich)                           | Iván Kovács (Ungarn)                               | Michael Flegler (Deutschland)                                  |
| 1998  | Remy Delhomme (Frankreich)                         | Pawel Anatoljewitsch Kolobkow (Russland)           | Jörg Fiedler (Deutschland)                                     |
| 1999  | Pawel Anatoljewitsch Kolobkow (Russland)           | Marc-Konstantin Steifensand (Deutschland)          | Jörg Fiedler (Deutschland)                                     |
| 2000  | Roy Sung Yang (Südkorea)                           | Robert Leroux (Frankreich)                         | Arnd Schmitt (Deutschland)                                     |
| 2001  | Fabian Schmidt (Deutschland)                       | Fabrice Jeannet (Frankreich)                       | Wital Sacharau (Belarus)                                       |
| 2002  | Éric Boisse (Frankreich)                           | Hugues Obry (Frankreich)                           | Alessandro Bossalini (Italien)                                 |
| 2003  | Jérôme Jeannet (Frankreich)                        | Dmytro Tschumak (Ukraine)                          | Fabrice Jeannet (Frankreich)                                   |
| 2004  | Christoph Marik (Österreich)                       | Marcel Fischer (Schweiz)                           | Martin Schmitt (Deutschland)                                   |
| 2005  | Ulrich Robeiri (Frankreich)                        | Géza Imre (Ungarn)                                 | Attila Fekete (Ungarn)                                         |
| 2006  | Pawel Anatoljewitsch Kolobkow (Russland)           | Dmitriy Karuchenko (Ukraine)                       | Gábor Boczkó (Ungarn)                                          |
| 2007  | Jonathan Willis (Großbritannien)                   | Ulrich Robeiri (Frankreich)                        | Francois Jan (Frankreich)                                      |
| 2008  | Géza Imre (Ungarn)                                 | Francesco Martinelli (Italien)                     | Weston Kelsey (USA)                                            |
| 2009  | András Rédli (Ungarn)                              | Jörg Fiedler (Deutschland)                         | Gábor Boczkó (Ungarn)                                          |
| 2010  | Pawel Wladislawowitsch Suchow (Russland)           | Bas Verwijlen (Niederlande)                        | Gauthier Grumier (Frankreich)                                  |
| 2011  | Stefano Carozzo (Italien)                          | Paolo Pizzo (Italien)                              | Matteo Tagliariol (Italien)                                    |
| 2012  | Ulrich Robeiri (Frankreich)                        | Fabian Kauter (Schweiz)                            | Gauthier Grumier (Frankreich)                                  |
| 2013  | Bohdan Nikischyn (Ukraine)                         | Ulrich Robeiri (Frankreich)                        | Enrico Garozzo (Italien)                                       |
| 2014  | Bohdan Nikischyn (Ukraine)                         | András Rédli (Ungarn)                              | Silvio Fernández (Venezuela)                                   |
| 2015  | Max Heinzer (Schweiz)                              | Yannick Borel (Frankreich)                         | Robin Kase (Schweden)                                          |
| 2016  | Gauthier Grumier (Frankreich)                      | Bohdan Nikischyn (Ukraine)                         | Jean-Michel Lucenay (Frankreich)                               |
| 2017  | Kyoungdoo Park (Südkorea)                          | Yannick Borel (Frankreich)                         | Mate Tamas Koch (Ungarn)                                       |
| 2018  | Kazuyasu Minobe (Japan)                            | Bohdan Nikischyn (Ukraine)                         | Wadim Anochin (Russland)                                       |
| 2019  | Alexandre Bardenet (Frankreich)                    | Davide Di Veroli (Italien)                         | Georgi Brujew (Russland)                                       |
| 2020  | Gergely Siklósi (Ungarn)                           | Park Sang-young (Südkorea)                         | Radosław Zawrotniak (Polen)                                    |
| 2021* | –                                                  | –                                                  | –                                                              |
| 2022  | Romain Cannone (Frankreich)                        | Houssam El Kord (Marokko)                          | Gabriele Cimini (Italien)                                      |
| 2023  | Koki Kano (Japan)                                  | Alexis Bayard (Schweiz)                            | Ruslan Kurbanov (Kasachstan) Yulen-Alexander Pereira (Spanien) |
| 2024  | Masaru Yamada (Japan)                              | PIATTI Enrico Piatti (Italien)                     | Federico Vismara (Italien) Paul Allegre (Frankreich)           |

 * Turnier nicht ausgetragen

### Königsbräu-Pokal
Ein Ehrenpreis wird seit 1984 von der Brauerei Königsbräu aus Oggenhausen an den besten Fechter des veranstaltenden Heidenheimer SB beim Heidenheimer Pokal verliehen.
| Jahr | Preisträger       | Jahr | Preisträger                 | Jahr | Preisträger     | Jahr  | Preisträger     | Jahr   | Preisträger |
| ---- | ----------------- | ---- | --------------------------- | ---- | --------------- | ----- | --------------- | ------ | ----------- |
| 1984 | Arnd Schmitt      | 1994 | Alexander Langecker         | 2004 | Florian Ernst   | 2014  | Constantin Böhm | 2024** | -           |
| 1985 | Hans-Jürgen Hauch | 1995 | Alexander Langecker         | 2005 | Marcel Musolf   | 2015  | Niklas Multerer |        |             |
| 1986 | Manfred Beckmann  | 1996 | Patric Draenert             | 2006 | Wolfgang Reich  | 2016  | Constantin Böhm |        |             |
| 1987 | Hans-Jürgen Hauch | 1997 | Patric Draenert             | 2007 | Stephan Rein    | 2017  | Niklas Multerer |        |             |
| 1988 | Bernd Löffler     | 1998 | Fabian Schmidt              | 2008 | Stephan Rein    | 2018  | Stephan Rein    |        |             |
| 1989 | Andreas Bast      | 1999 | Marc-Konstantin Steifensand | 2009 | Stephan Rein    | 2019  | Stephan Rein    |        |             |
| 1990 | Günter Jauch      | 2000 | Marc-Konstantin Steifensand | 2010 | Stephan Rein    | 2020  | Stephan Rein    |        |             |
| 1991 | Bernd Löffler     | 2001 | Fabian Schmidt              | 2011 | Stephan Rein    | 2021* | –               |        |             |
| 1992 | Günter Jauch      | 2002 | Bernhard Frank              | 2012 | Constantin Böhm | 2022  | Stephan Rein    |        |             |
| 1993 | Günter Jauch      | 2003 | Fabian Schmidt              | 2013 | Stephan Rein    | 2023  | Stephan Rein    |        |             |

 * Turnier nicht ausgetragen ** Kein Teilnehmer vom Heidenheimer SB
Teilnehmerzahlen Heidenheimer Pokal

Bei der Ausrichtung im Jahr 2023 konnte mit 345 Fechtern aus 62 Nationen ein Teilnehmer-Rekord verzeichnet werden.
Im Jahr 2024 wurde ein neuer Teilnehmer-Rekord mit 350 Fechtern aus 70 Nationen aufgestellt.

## Coupe d’Europe

### Gründungsgeschichte
Nach vielen Erfolgen in den 1950er-Jahren sah Paul Gnaier als Technischer Leiter der Abteilung und Mannschaftskapitän die Notwendigkeit, „seine Leistungsträger immer wieder zu motivieren“. Mit dem damaligen Technischen Direktor des Vereins, Walter Wiedenmann, und dem Sportjournalisten Bruno Morawetz sollte ein Europapokal der Landesmeister analog zu den Handballern geschaffen werden. Nach einem mit 16 Mannschaften aus 8 Nationen gelungenen Vorlauf 1960 genehmigte die Fédération Internationale d’Escrime die Austragung des 1. Coupe d'Europe 1961 in Heidenheim. Stifter ist das Ministerium für Kultus, Jugend und Sport Baden-Württemberg.

### Sieger
Der Coupe d' Europe ist ein Wanderpokal mit unbefristeter Laufzeit. Die siegreiche Mannschaft erhält den Pokal für ein Jahr. Während dieses Jahres gilt das Siegerteam als beste europäische Degen-Vereinsmannschaft. Die Voraussetzung für eine endgültige Erringung der Trophäe sind drei Siege in Reihenfolge oder fünf Gewinne des Europacups insgesamt. Rekordsieger ist der FC Tauberbischofsheim, der den Coupe d’Europe zehn Mal gewinnen konnte. Die endgültigen Gewinner werden hervorgehoben. 2024 fand der Coupe d’Europe nicht im Rahmen der Heidenheimer Fechtertage in Heidenheim statt, sondern in Cagliari (Italien).
| Titel | Klub                       | Logo | Nation      | Jahr                                                       |
| ----- | -------------------------- | ---- | ----------- | ---------------------------------------------------------- |
| 10    | FC Tauberbischofsheim      |      | Deutschland | 1977, 1978, 1981, 1982, 1983, 1984, 1987, 1988, 1992, 1993 |
| 8     | Levallois Sporting Club    |      | Frankreich  | 1991, 2000, 2001, 2007, 2011, 2014, 2015, 2024             |
| 5     | ZSKA Moskau                |      | Russland    | 1971, 1972, 1973, 1985, 1986                               |
| 4     | Dynamo Minsk               |      | Belarus     | 1967, 1968, 1969, 1970                                     |
| 4     | Vasutas Budapest           |      | Ungarn      | 1974, 1975, 1976, 2008                                     |
| 3     | OSC Budapest               |      | Ungarn      | 1964, 1965, 1966                                           |
| 3     | Honved Budapest            |      | Ungarn      | 2010, 2018, 2019                                           |
| 3     | Racing Club Paris          |      | Frankreich  | 1963, 1998, 1999                                           |
| 3     | Chalons-en-Champagne       |      | Frankreich  | 2002, 2003, 2004                                           |
| 4     | Gruppo Sportivo Fiamme Oro |      | Italien     | 1989, 1994, 2020, 2022                                     |
| 2     | Aeronautica Militare Roma  |      | Italien     | 2009, 2017                                                 |
| 2     | Club d'Escrime St. Gratien |      | Frankreich  | 1996, 1997                                                 |
| 1     | Legia Warschau             |      | Polen       | 1961                                                       |
| 1     | Göteborgs Fäktklubb        |      | Schweden    | 1962                                                       |
| 1     | Masque de Fer Lyon         |      | Frankreich  | 1979                                                       |
| 1     | CSA Steaua Bukarest        |      | Rumänien    | 1980                                                       |
| 1     | Dynamo Moskau              |      | Russland    | 1990                                                       |
| 1     | Dynamo Kiew                |      | Ukraine     | 1995                                                       |
| 1     | Dinamo Charkiw             |      | Ukraine     | 2005                                                       |
| 1     | Carabinieri Rom            |      | Italien     | 2006                                                       |
| 1     | AZS-AWF Kraków             |      | Polen       | 2012                                                       |
| 1     | Escrime Rodez Aveyron      |      | Frankreich  | 2016                                                       |
| 1     | Scaramouche Arnhem         |      | Niederlande | 2023                                                       |

## Voith-Cup
Seit dem Jahr 2011 wird bei allen Weltcup-Turnieren auch ein Nationen-Weltcup ausgefochten. Bei den Heidenheimer Fechtertagen läuft dieser Mannschaftsweltcup unter dem Namen des Titel-Sponsors der Firma Voith aus Heidenheim. Der Mannschafts-Weltcup ist die Turnierserie für Herrendegenmannschaften aus aller Welt. In der Fechtsaison 2019/20 wurde der „Coupe du Monde par equipes“ nur in Bern, Vancouver, Buenos Aires, Paris und in Heidenheim ausgetragen.
| Jahr  | Erster     | Zweiter            | Dritter             |
| ----- | ---------- | ------------------ | ------------------- |
| 2011  | Ungarn     | Vereinigte Staaten | Italien             |
| 2012  | Schweiz    | Italien            | Volksrepublik China |
| 2013  | Italien    | Ungarn             | Volksrepublik China |
| 2014  | Schweiz    | Südkorea           | Volksrepublik China |
| 2015  | Südkorea   | Frankreich         | Russland            |
| 2016  | Italien    | Frankreich         | Schweiz             |
| 2017  | Italien    | Frankreich         | Ukraine             |
| 2018  | Südkorea   | Frankreich         | Schweiz             |
| 2019  | Russland   | Ungarn             | Italien             |
| 2020  | Ungarn     | Frankreich         | Schweiz             |
| 2021* | –          | –                  |                     |
| 2022  | Südkorea   | Deutschland        | Frankreich          |
| 2023  | Frankreich | Italien            | Japan               |
| 2024  | Ungarn     | Japan              | Frankreich          |

 * Turnier nicht ausgetragen
Anzahl der teilnehmenden Teams beim Voith-Cup

Wie auch beim Heidenheimer Pokal konnte 2023 mit 41 Nationalmannschaften ein Teilnehmer-Rekord gefeiert werden.